# Juan de Dios Gámez Mendívil
Juan de Dios Gámez Mendívil (Culiacán, Sinaloa;  23 de febrero de 1985) es un político y arquitecto mexicano. Es Presidente municipal sustituto de Culiacán desde el 10 de junio de 2022 por designación unánime del Congreso del Estado de Sinaloa.
De 2007 al 2009 se desempeñó como asistente en la Coordinación General de Asesores y Políticas Públicas del Gobierno del Estado de Sinaloa. Luego, en el periodo de 2009 al 2010, estuvo en la Subsecretaría de Desarrollo Urbano Técnico en la Conformación de Planes y Programas del Gobierno del Estado. De 2011 al 2012 se desempeñó como Supervisor de Obra en Máxima Desarrolladora de Espacios. De 2013 al 2017 estuvo en la Dirección de Prestaciones Económicas, Sociales y Culturales, desempeñándose como jefe de departamento Técnico Normativo de las Estancias para el Bienestar y Desarrollo Infantil. En el periodo del 2018 al 2021 fue Asesor del Senador Rubén Rocha Moya. Anteriormente, se había desempeñado como Delegado de los programas de desarrollo del Estado de Sinaloa de 2021 a 2022, también es suplente del diputado local, Feliciano Castro Meléndrez.